# 王橒
王橒（？—？），字文重，一字震來，贵州黃平人，清朝政治人物。同進士出身。
康熙三十六年（1697年）丁丑科進士，三甲二十五名，后官嘉定縣知縣。著有《敖署新編》、《蒲水居詩賦稿》。